# Саид Езатолахи
Саид Езатолахи Афаг (перс. سعید عزت‌اللهی آفاق‎‎, латинизовано: ; Бандар Анзали, 1. октобар 1996) професионални је ирански фудбалер који примарно игра у средини терена на позицији дефанзивног везног играча. Тренутно наступа за Вејле и за репрезентацију Ирана.

## Клупска каријера
Езатолахи је озбиљније почео да се бави фудбалом тренирајући у екипи Малавана из свог родног града, а већ 2012, као шеснаестогодишњак, прекомандован је у први тим. Прву професионалну утакмицу у каријери одиграо је 26. октобра 2012, 25 дана пре свог шеснаестог рођендана, поставши тако најмлађим играчем у историји иранске професионалне лиге. Током сезоне 2012/13. одиграо је укупно 11 утакмица и проглашен је за најбољег младог играча првенства.
У августу 2014. потписује једногодишњи уговор са шпанским Атлетиком из Мадрида, уз опцију за продужење на још четири сезоне. Током сезоне 2014/15. играо је за јуниорски, те за трећи тим Атлетика са којим се такмичио у шпанској четвртој лиги. Крајем те сезоне клуб му је понудио продужење уговора и његово прекомандовање у Б тим, али је Езатолахи одбио ту понуду и одлучио се за четворогодишњи уговор са руским премијерлигашем Ростовом.
Због неких бирократских проблема, за тим Ростова дебитује тек у фебруару 2016, и у том периоду игра неколико пријатељских утакмица у дресу новог тима. Прву такмичарску утакмицу одиграо је 12. маја 2016. против екипе Динама из Москве. Два месеца касније игра на утакмици трећег кола квалификација за Лигу шампиона против Андерлехта, и већ у 16. минуту сусрета постиже свој први, уједно и изједначујући гол код минималног вођства противника (утакмица је касније окончана ремијем 2:2). Први гол у Премијер лиги Русије постигао је 20. августа 2016. на утакмици против екипе Тома.
У фебруару 2017. одлази на полугодшњу позајмицу у екипу Анжија из Махачкале, а потом готово целу сезону 2017/18. играо као позајмљен играч у Амкару из Перма.

## Репрезентативна каријера
Езатолахи је играо за све млађе репрезентативне селекције Ирана, а пажњу фудбалских стручњака скренуо је на себе након одличних играна на Светском првенству за играче до 17 година 2013. год
ине. 
За сениорску репрезентацију Ирана дебитовао је 11. јуна 2015. у пријатељској утакмици са селекцијом Узбекистана, а два месеца касније одиграо је и прву званичну утакмицу у квалификацијама за светско првенство против Индије. Први погодак у националном дресу постигао је против Туркменистана играној 12. децембра 2015. такође у квалфикацијама за Светско првенство у Русији.
Селектор Карлос Кејроз уврстио га је на списак играча за Светско првенство 2018. у Русији, где је одиграо две утакмице у групи Б против Шпаније и Португалије (на терену провео укупно 166 минута).

### Голови за репрезентацију
| №  | Датум              | Место   | Ривал        | Гол. | Рез. | Такмичење                 |
| -- | ------------------ | ------- | ------------ | ---- | ---- | ------------------------- |
| 1. | 12. новембар 2015. | Техеран | Туркменистан | 2:1  | 3:1  | Квалификације за СП 2018. |